# HMS Kashmir (F12)
HMS Kashmir (F12) là một tàu khu trục lớp K được Hải quân Hoàng gia Anh Quốc chế tạo vào cuối những năm 1930. Kashmir đã phục vụ trong Chiến tranh Thế giới thứ hai cho đến khi bị đánh chìm do trúng bom ở phía Nam đảo Crete vào ngày 23 tháng 5 năm 1941.

## Thiết kế và chế tạo
Kashmir được chế tạo bởi hãng Thornycroft ở Southampton, và được đặt lườn vào tháng 10 năm 1937. Nó được hạ thủy vào ngày 4 tháng 4 năm 1939, và nhập biên chế cùng Hải quân Hoàng gia vào ngày 26 tháng 10 năm 1939. Tên nó được đặt theo khu vực Kashmir giữa Ấn Độ và Pakistan.

## Lịch sử hoạt động
Cùng với các tàu khu trục Kingston và Icarus, Kashmir đã tấn công chiếc tàu ngầm Đức U-35 tại Bắc Hải vào ngày 29 tháng 11 năm 1939, buộc chiếc U-boat phải tự đánh đắm.
Vào tháng 5 năm 1941, nó cùng các tàu khu trục Jackal, Kelvin, Kelly và Kipling bắn phá Benghazi trước khi hướng đến Crete vào ngày 20 tháng 5 năm 1941. Sang ngày 23 tháng 5, trong Trận Crete, Kashmir bị trúng bom ném từ máy bay ném bom bổ nhào Đức Junkers Ju 87, và bị đắm về phía Nam đảo Crete, ở tọa độ 34°40′B 24°10′Đ / 34,667°B 24,167°Đ.